# Před svatbou ne!
Před svatbou ne! (orig. Heartbreakers) je americký film z roku 2001 v hlavních rolích se Sigourney Weaver, Jennifer Love Hewitt, Rayem Liottou, Jasonem Lee a Genem Hackmanem. Hlavním tématem jsou propracované podfuky matky a dcery Connersových na bohaté muže, aby získaly jejich peníze.
Film napsali Robert Dunn, Paul Guay a Stephen Mazur. Jedná se již o třetí spolupráci Guaye a Mazura, kteří dříve napsali již scénáře k filmům Malí uličníci a Lhář, lhář.

## Děj
Angela Nardino a Dean Cumanno mají zrovna svatbu po čtyřech měsících známosti, ale svatební noc jim nevyjde, protože Angela usne. Ráno je jí zase špatně, a tak na sex znovu nedojde. Dean proto podlehne své sekretářce Wendy, jejíž vlasy se ale zaseknou v zipu v jeho rozkroku. Právě v tom okamžiku přijde Deana navštívit Angela a přistihne je. Manželství tak končí po 17 hodinách a Angela získává 300 000 dolarů a nové auto.
Krátce po rozvodovém řízení se Angela a Wendy sejdou a vyjde najevo, že se jedná o matku s dcerou Max a Page Connersovy, které se živí tím, že podvádějí bohaté muže a získávají tak od nich peníze. Page se chce zrovna od Max trhnout a začít provádět své vlastní podvody nezávisle na matce. V bance je ale úřednice z finančního úřadu informuje, že dluží na daních, a tak Page souhlasí, že spolu podniknou ještě poslední společný podvod, ale tentokrát si vyberou bohatší oběť v Palm Beach.
Max začne nadbíhat starému a nemocnému tabákovému magnátovi Williamu Tensymu jako Ruska Olga Ivanovová – na aukci předstírá zájem o stejné umělecké dílo jako on, pak mu pomůže při autohavárii, kterou připravila Page. Ta se mezitím seznámí s Jackem Withrowem, kterého nejdříve při několika setkáních odmítá, ale pak zjistí, že má Jack možnost prodat svůj bar a pozemek pod ním za 3 miliony dolarů, a tak se poddá. Page se ale nedopatřením do Jacka zamiluje.
Maxiným zájmům u Tensyho překáží jeho ošetřovatelka, a tak jí s pomocí Page podstrčí šperky z Tensyho domu a zapalovač, který Max od něj dostala. Na její místo potom nastoupí Page, která kvůli tomu zmešká schůzku s Jackem a je proto při přijímacím pohovoru nervózní. Pagina nervozita je Max podezřelá, a tak ji sleduje a zjistí, že se Page zamilovala do Jacka. Ta to popírá s tím, že má zájem pouze o jeho peníze. Později ho ale stejně opustí kvůli tomu, že ho má ráda.
Max jako Olga před Tensym předstírá, že ji chtějí deportovat z USA, a tak ji požádá o ruku. Když se Tensy chystá k sexu, náhle zemře, a tak celý Maxin plán padá. Vtom se v hotelu objeví Dean, Maxin poslední manžel, a tvrdí, že ji stále miluje, ale pak odhalí, že jsou Max a Page matka s dcerou a chce je udat, ale Max mu slíbí, že mu peníze vrátí – přizná, že úřednice, která po nich žádala doplatky na daních, byla ve skutečnosti její kamarádka Barbara (Max tak chtěla přesvědčit Page, aby ji neopouštěla). Když přijdou do banky, zjistí, že ji Barbara podvedla a peníze jí ukradla. Dean tedy souhlasí s tím, že dostane peníze až poté, co vyjde Pagin podvod na Jackovi.
Page proto souhlasí s Jackovou nabídkou k sňatku a probíhá podobný scénář jako předtím mezi Max a Deanem. Page ale doufá, že Jack Maxiným sexuálním nabídkám nepodlehne. Podlehl, a tak proběhne rozvod. Po něm ale Max přizná, že na Jacka použila rohypnol, a tak se Page vrátí k Jackovi a vše mu přizná a vrátí se k sobě. Max a Dean se pak také rozhodnou, že zůstanou spolu.
Film končí scénou, ve které si Barbara, která Max ukradla peníze, a Dean (pod jménem Stanley) vyznávají lásku a Max je zpovzdálí sleduje dalekohledem a směje se.

## Obsazení
| Sigourney Weaver     | Max Connersová/Angela Nardino/Olga Ivanovová |
| Jennifer Love Hewitt | Page Connersová/Jane Helstromová             |
| Ray Liotta           | Dean Cumanno                                 |
| Jason Lee            | Jack Withrowe                                |
| Gene Hackman         | William B. Tensy                             |
| Anne Bancroft        | Gloria Vogalová/Barbara                      |
| Jeffrey Jones        | pan Appel                                    |
| Nora Dunn            | slečna Madressová                            |
| Julio Oscar Mechoso  | Leo                                          |
| Ricky Jay            | vedoucí aukce                                |
| Sarah Silvermanová   | Linda                                        |
| Zach Galifianakis    | Bill                                         |
| Michael Hitchcock    | Dr. Arnold Davis                             |
| Carrie Fisher        | Surpinová                                    |
| Elya Baskin          | číšník Vladimir                              |

## Výroba
Přípravy na film probíhaly již dlouhou dobu. Původně se režie měl ujmout Doug Liman. Hlavní role Max a Page měly původně hrát Cher a Jennifer Aniston, ale obě herečky role nakonec odmítly kvůli dlouhým přípravám a konfliktům v plánech. V roce 1999 bylo oznámeno, že se hlavních rolí ujmou Anjelica Huston a Cameron Diaz, ale projekt pak opustil Liman, což způsobilo další odklad a kvůli tomu museli Huston a Diaz také účast na projektu odříci. Když bylo vše připraveno na natáčení, nikdo z původního obsazení již nebyl schopen se ho účastnit, a tak byly do rolí Max a Page vybrány Sigourney Weaver a Alicia Silverstone. Ta pak ale projekt také opustila kvůli "kreativním rozepřím", a tak byla několik dní před zahájením natáčení obsazena Jennifer Love Hewitt.
Film se odehrává ve West Palm Beach. Obsahuje několik narážek na The Beatles, včetně verze písně Back in the U.S.S.R. nazpívané Sigourney Weaver. Podle komentáře režiséra Davida Mirkina na DVD bylo pouze několik záběrů exteriérů natočeno v Palm Beach, zatímco většina byla natočena v Los Angeles.